# Château de Coupiac
Le château de Coupiac se trouve sur la commune de Coupiac dans l'Aveyron (France).

## Architecture
Construit au XIIIe siècle puis au XVe siècle, il est formé par deux ailes en potence, reposant directement sur le rocher, flanqué de trois puissantes tours circulaires. L'observation des trois tours restantes fait état de quelques différences d'architecture qui témoignent d'un étalement dans la construction. 
De style gothique flamboyant dans son ensemble, le château en impose par ses dimensions en surface et en hauteur, par le nombre de ses mâchicoulis, ses latrines et meurtrières. Il compte aussi de belles fenêtres dans les tours et de grandes fenêtres à meneaux au deuxième étage.

## Historique
Du Xe au XIIIe siècle, le château va être la possession commune des comtes et des évêques de Rodez. On sait qu'il existait déjà un château à Coupiac au IXe siècle, d'après le baron de Gaujal, historien du Rouergue.
En 1238, il passe dans la famille de Panat.
Izarn de Méjanel, gouverneur de Saint-Sernin, achète le château en 1778 et entreprend de nombreuses modifications afin de l'habiter : il refait les toitures, démonte le chemin de ronde, les mâchicoulis, la galerie, agrandit les fenêtres, construit la façade XVIIIe. C'est l'état actuel. Le château n'a pas été détruit à la Révolution, seuls des blasons ont été martelés comme le blason de la porte d'entrée.
En 1872, il est acheté par un abbé qui veut y faire une école privée, puis il va devenir propriété de la paroisse. En 1905,lors de la séparation l'Église et de l'État et afin de le soustraire aux inventaires des biens de l'Église il est vendu à la famille Genieys de La Calmette . En 1981 la famille Genieys le cède, la commune le rachète et il est géré depuis 1982 par une association « Los Amics del Castel de Copiac » qui a pour but la restauration et l'animation de l'édifice.

## Visites

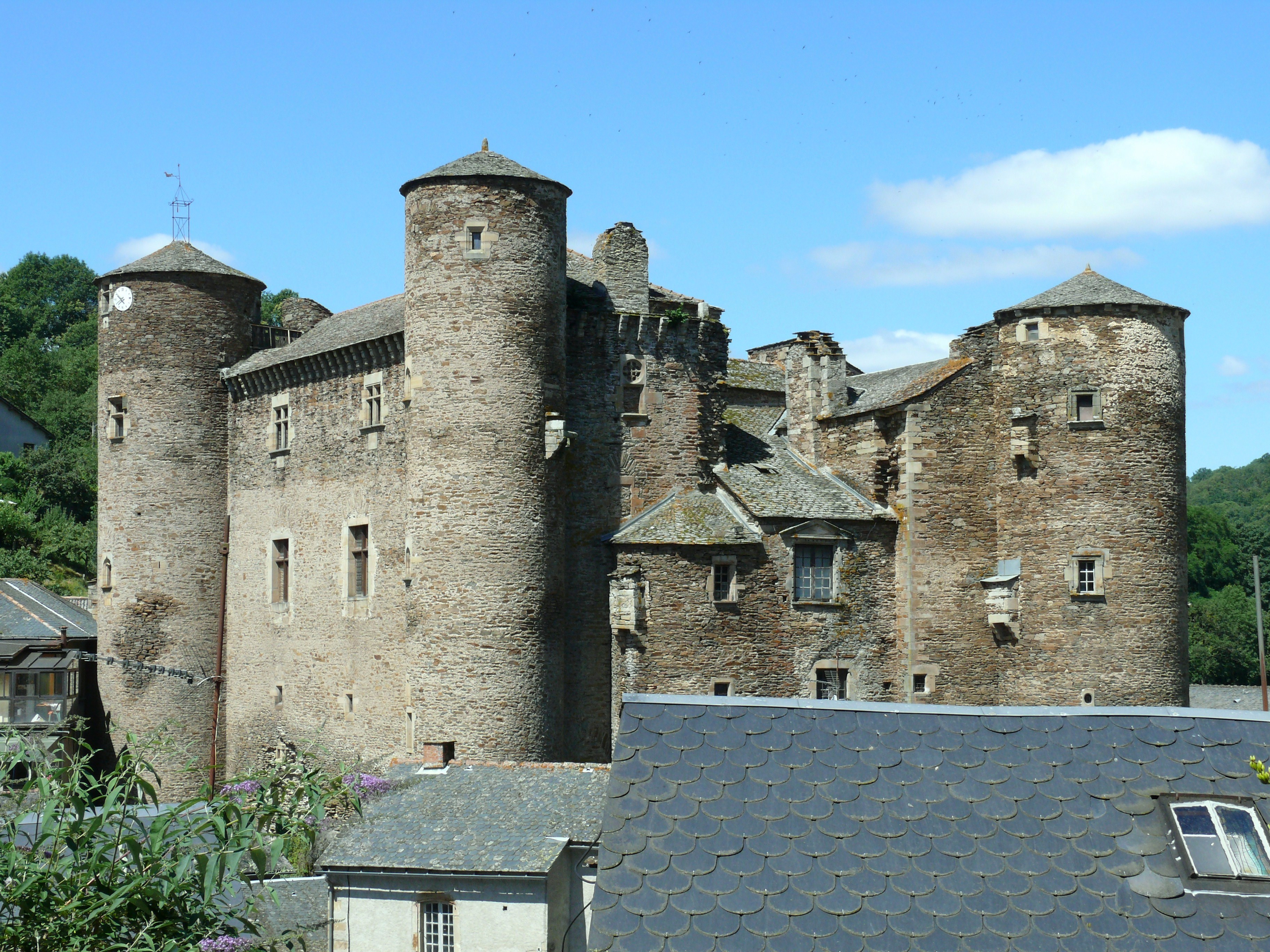
Vue d'ensemble.

Découverte de la vie quotidienne au Moyen Âge
Le château de Coupiac présente dans ses salles aménagées des expositions sur la vie quotidienne au Moyen Âge : calligraphie et histoire de l'écriture, les costumes, les âges de la vie...
Animations médiévales
Régulièrement pendant la saison estivale, des animations ont lieu sur le thème du Moyen Âge. Au programme, les jeux médiévaux avec des explications sur ce passe-temps, "Festoyons au Castel ! " sur la cuisine et les festins et une animation autour de la calligraphie.
À destination des groupes de scolaires, des visites pédagogiques accompagnées ou non d'animations sont proposées toute l'année.
Le château se visite de Pâques àTtoussaint, toutes les après-midis pendant les vacances de Pâques et de Toussaint, fin juin et début septembre et de 10 h à 12 h 30 et de 13 h 30 à 19 h tous les jours en juillet et août.